# Late Trading
Late Trading (engl. für „später Handel“) ist ein Fachausdruck im Wertpapierhandel, der die verbotene Praxis von Fondsgesellschaften beschreibt, bevorzugten Großanlegern noch nach Handelsschluss Anteile zum bereits absehbaren Schlusskurs des laufenden Tages zu ermöglichen, obwohl solche Kaufaufträge zum Kurs des nächsten Tages abgewickelt werden müssten.
Late Trading ist in den USA bereits seit 1968 illegal, hat aber dennoch – vor allem im Zusammenhang mit der Zeitzonenarbitrage – wiederholt für Finanzskandale gesorgt.